# Masia Can Roig (Corbera de Llobregat)
Masia Can Roig és una obra de Corbera de Llobregat (Baix Llobregat) protegida com a Bé Cultural d'Interès Local.

## Descripció
Masia que està edificada sobre una planta baixa que nivella el carrer davanter amb el carrer posterior i que forma en el seu sostre un pati davant de l'entrada. S'accedeix al pati per un portal adovellat. Els estucats realitzats en la última reforma emmarquen les diferents obertures.